# Liste des immateriellen Kulturerbes der Menschheit in Venezuela

Das Immaterielle Kulturerbe der Menschheit in Venezuela umfasst die Aktivitäten, die für Venezuela aufgrund der UNESCO-„Konvention zum Schutz des immateriellen Welterbes“ als Immaterielles Kulturerbe der Menschheit registriert wurden.
Unter der Aufsicht eines zwischenstaatlichen Komitees werden auf Antrag der Mitgliedsstaaten deren bedeutende immaterielle kulturelle Ausdrucksformen wie Feste, Vorführungen, mündliche Traditionen, Musik und Handwerk dokumentiert und es werden Maßnahmen der Staaten zu deren Erhalt und Schutz vereinbart. Die „Repräsentative Liste“ hat die meisten Einträge. Besonderes Augenmerk wird in zwei separaten Listen auf „besonders erhaltungswürdiges“, das heißt bedrohtes, Kulturgut und auf „gute Praxisbeispiele“, hervorzuhebende und förderungswürdige Vorgehensweisen zur Stärkung kultureller Ausdrucksweisen, gelegt. Venezuela ist in allen drei Listen vertreten.

## Immaterielles Kulturerbe
Dies sind die Einträge Venezuelas in die drei UNESCO-Listen zum immateriellen Kulturerbe der Menschheit:
| Bezeichnung                                                            | Beschreibung | Bild | Jahr | UNESCO-Liste und Link |
| ---------------------------------------------------------------------- | --- | ---- | ---- | --------------------- |
| Die Prozession der „Tanzenden Teufel“ an Fronleichnam                  | Die maskierten „Tanzenden Teufel“ laufen bei der Fronleichnamsprozession rückwärts, dem Sakrament ausweichend. Am Ende unterwerfen sich die „Teufel“, die jeweils einer Bruderschaft angehören und das Böse darstellen, dem Guten.                                         |      | 2012 | RL 00639              |
| Der Trubel um den Heiligen Petrus in Guarenas und Guatire              | Anhänger des Heiligen Petrus in Guarenas und Guatire begehen seinen Feiertag mit Gottesdiensten und Prozessionen. Ein wesentliches Element des Gedenkens ist die dramatische Aufführung der Geschichte der Sklavin María Ignacia, deren Tochter Petrus geheilt haben soll. |      | 2013 | RL 00907              |
| Curagua Anbau und textile Verarbeitung                                 | Curagua-Pflanzen werden in Aguasay angebaut. Ihre Fasern werden zu Fäden gesponnen und zu textilen Produkten verarbeitet. |      | 2015 | RL 01094              |
| Karneval in El Callao                                                  | Der Karneval in El Callao ist besonders prächtig. Er wurde von Madame Isidora Agnes gegründet, und die „Madamas“ sind immer noch präsent. |      | 2016 | RL 01198              |
| Festzyklus zum Johannistag                                             | Die venezolanischen Feste zum Johannistag haben katholische Wurzeln, aber auch afrikanische Ursprünge. Heute sieht man darin eine Erinnerung an die früheren Sklaven, an Widerstand und Freiheit.                                                                          |      | 2021 | RL 01682              |
| Sicherung der Tradition der „Heiligen Palme“                           | Die Tradition der Heiligen Palme besteht darin, in festgelegter und gesegneter Weise Palmen als Schmuck für die Karwoche zu roden. Aus Gründen des Umweltschutzes wurde ein Programm aufgelegt, das weniger massiv in die Pflanzungen eingreift.                           |      | 2019 | BSP 01464             |
| Schutz der Bandos und Parrandas der Heiligen Unschuldigen von Caucagua | „Bandos und Parrandas der Heiligen Unschuldigen von Caucagua“ war ein Fest der Sklaven vor Neujahr. Das Programm will helfen, diese Tradition zu bewahren. |      | 2023 | BSP 01856             |
| Mündliche Tradition der Mapoyo                                         | Die mündliche Tradition der Mapoyo am Orinoco droht in Vergessenheit zu geraten, weil die jungen Leute dieser Gemeinschaft ihre Heimat verlassen und weil die öffentlichen Schulen die Sprache vernachlässigen. (erhaltungswürdig)                                         |      | 2014 | USL 00983             |
| Arbeitslieder der Llaneros aus Kolumbien und Venezuela                 | Die Arbeitslieder der Llaneros, Kuhhirten aus Kolumbien und Venezuela, drohen durch sich verändernde Arbeitsbedingungen in Vergessenheit zu geraten. (erhaltungswürdig) |      | 2017 | USL 01285             |